# Leudal
Leudal (en limburgués: Leudaal) es un municipio de la Provincia de Limburgo al sureste de los Países Bajos, creado el 1 de enero de 2007 por la fusión de cuatro antiguos municipios: Haelen, Heythuysen, Hunsel y Roggel en Neer.

## Galería

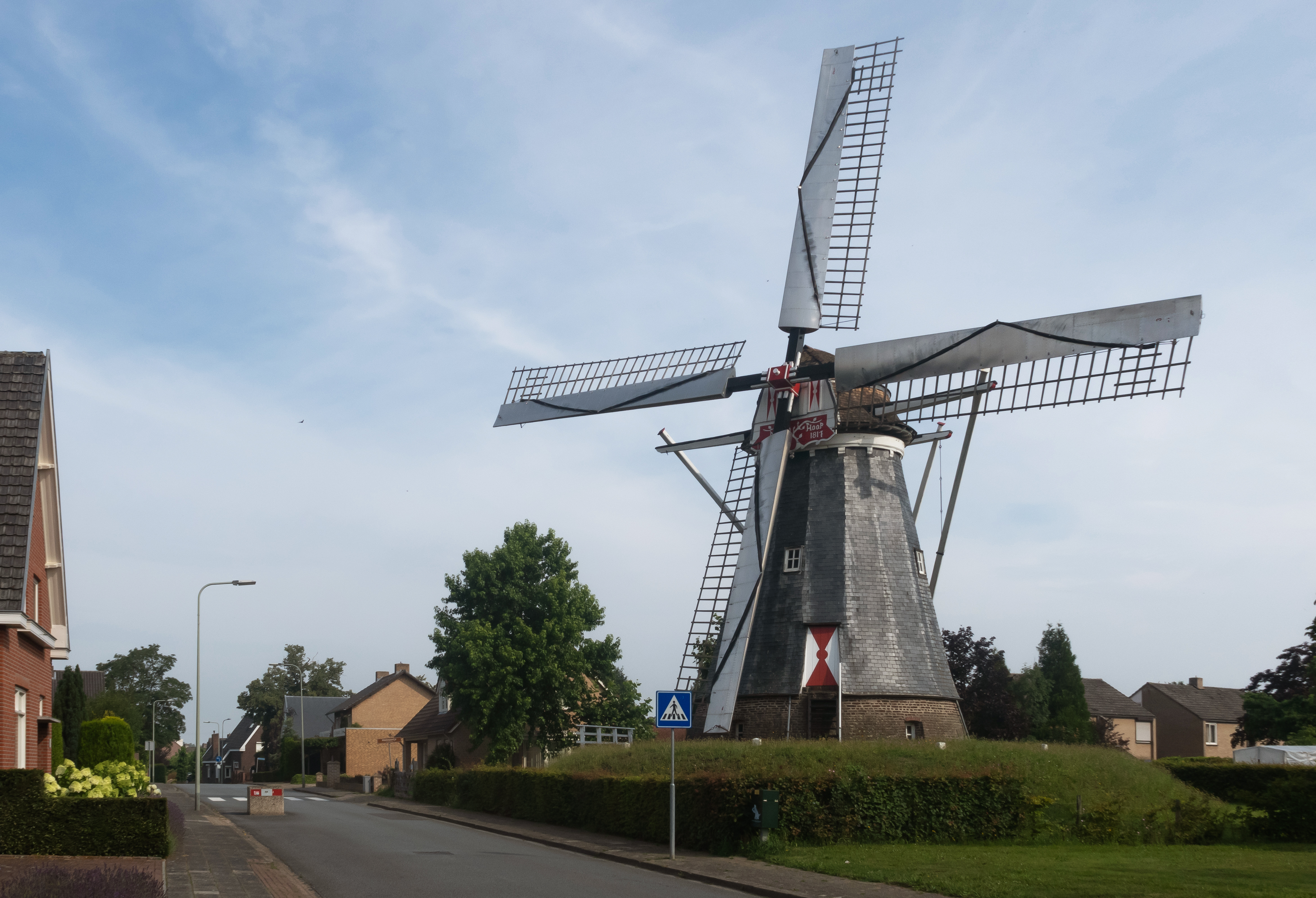
Horn, el molino: beltmolen de Hoop
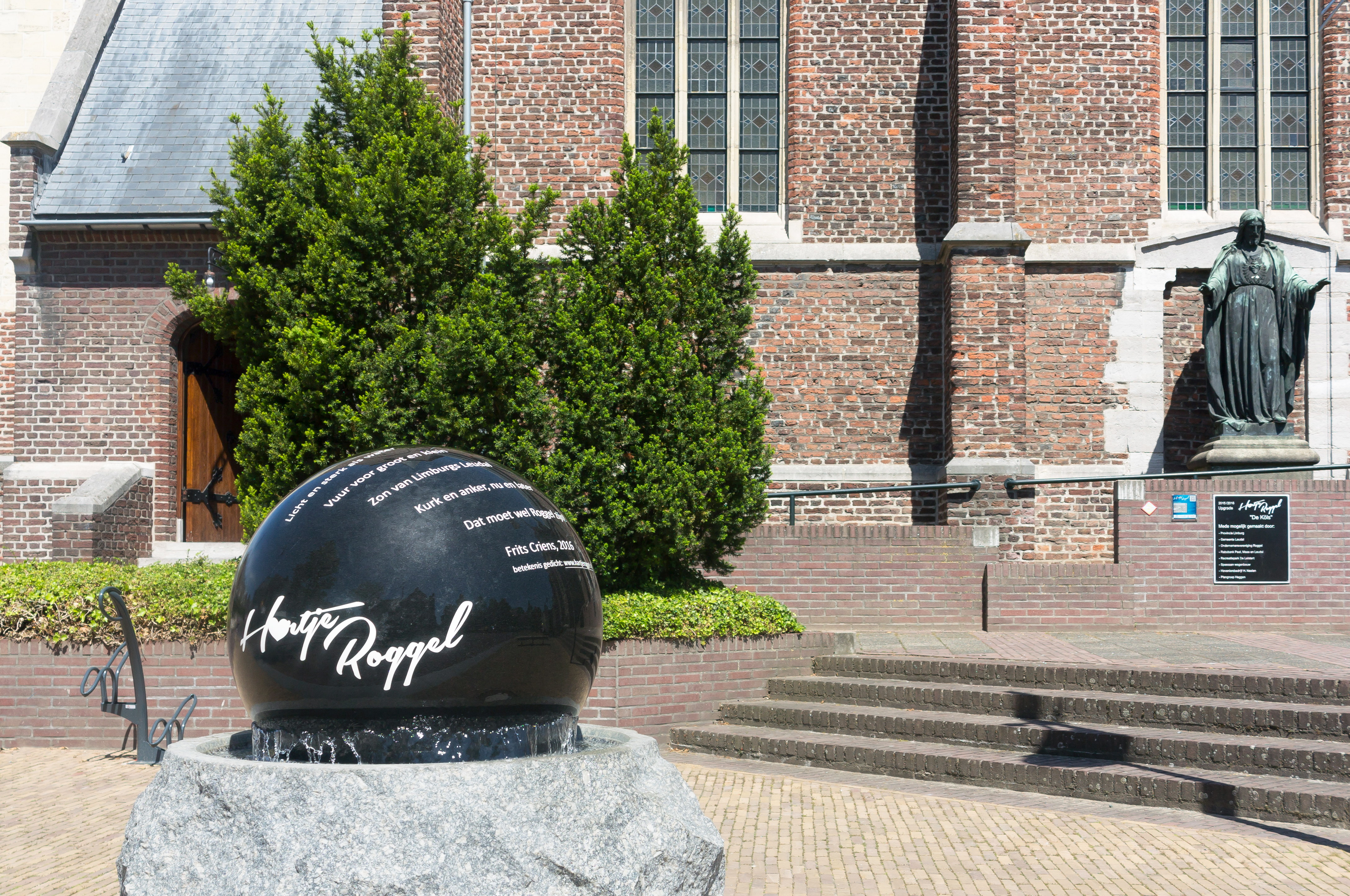
Roggel, la escultura: de Roggelse waterbol
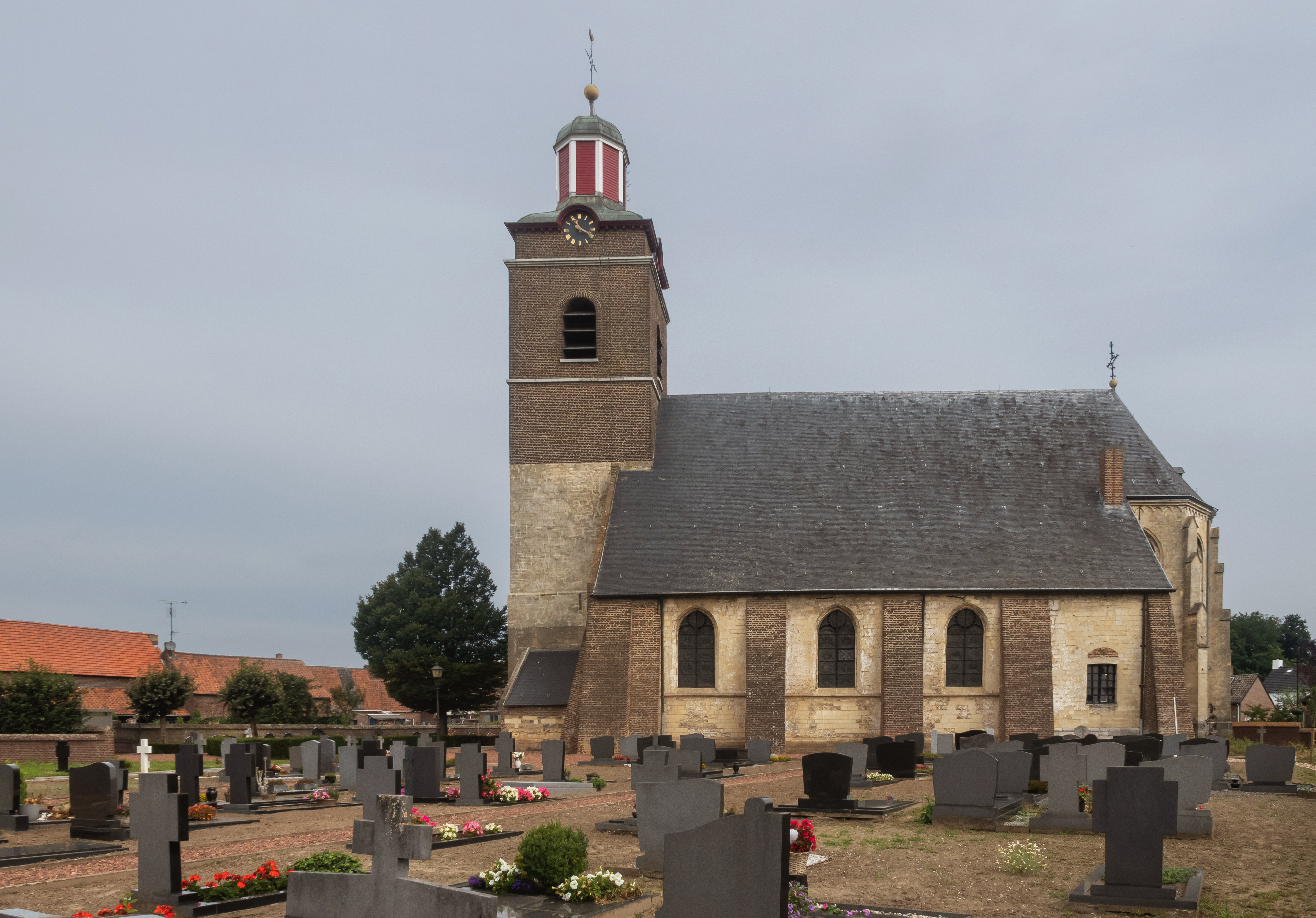
Neeritter, la iglesia: la Sint-Lambertuskerk
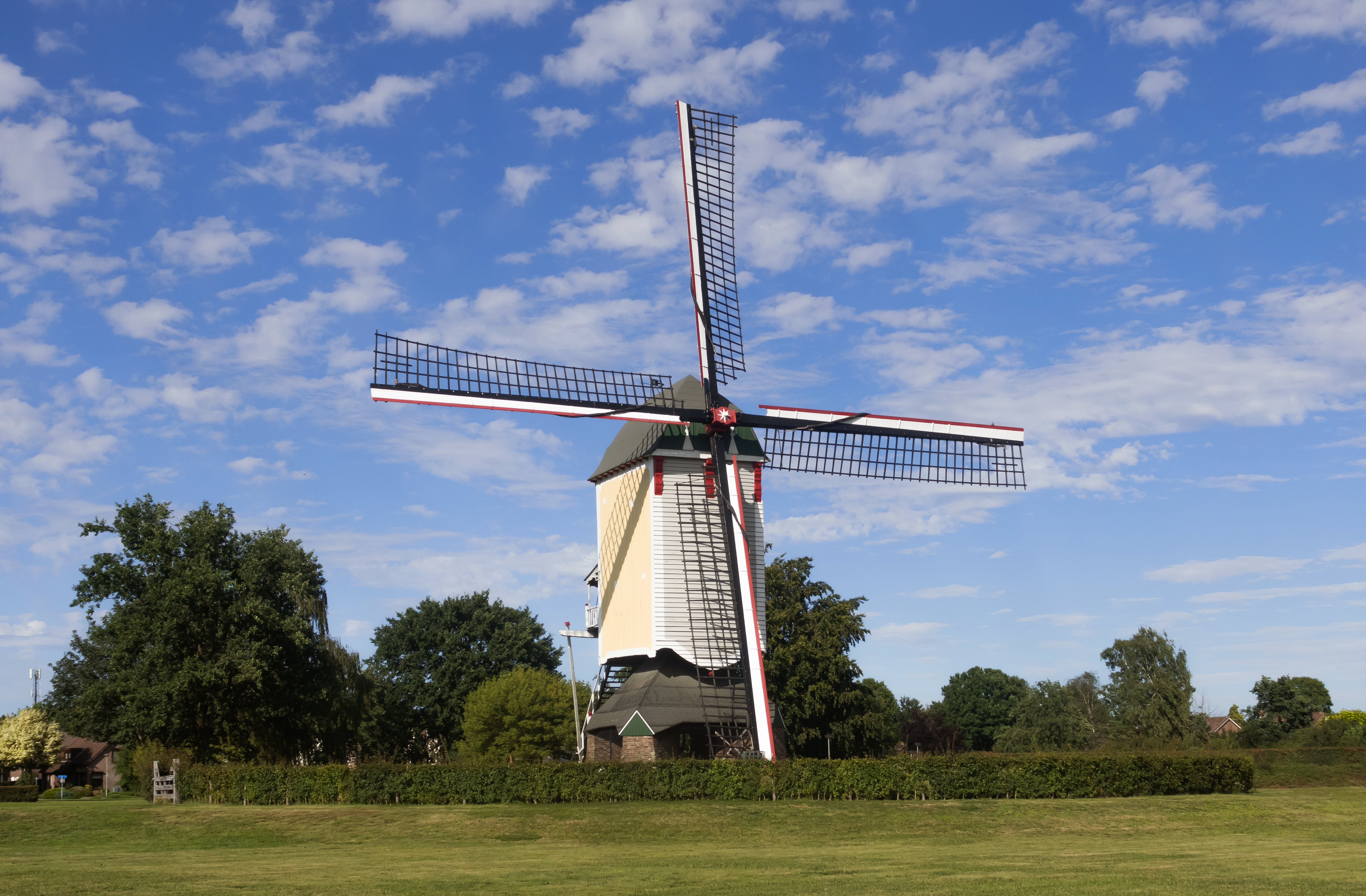
Baexem, el molino : molen Aurora
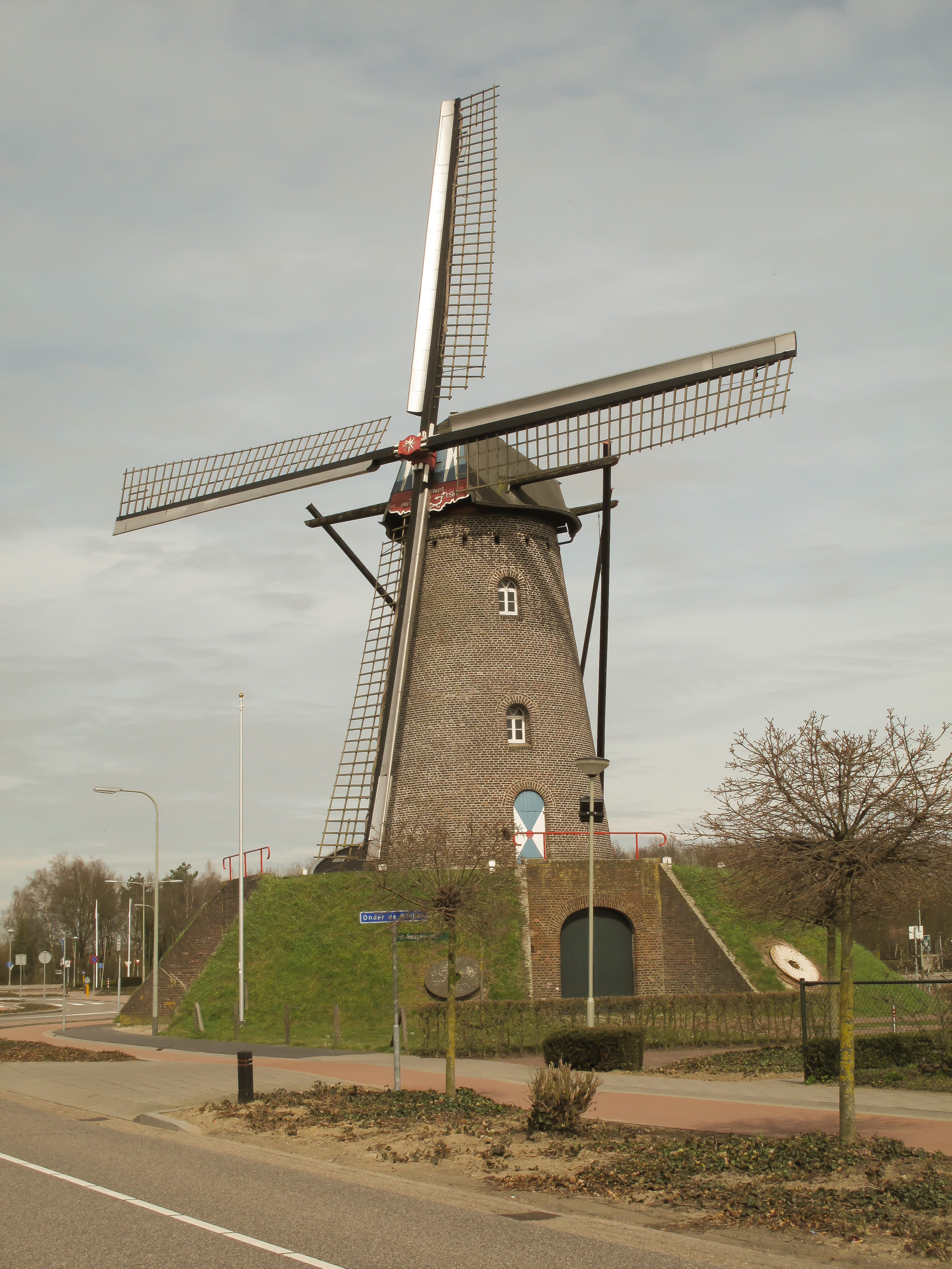
Heythuysen, el molino: de Sint Antoniusmolen
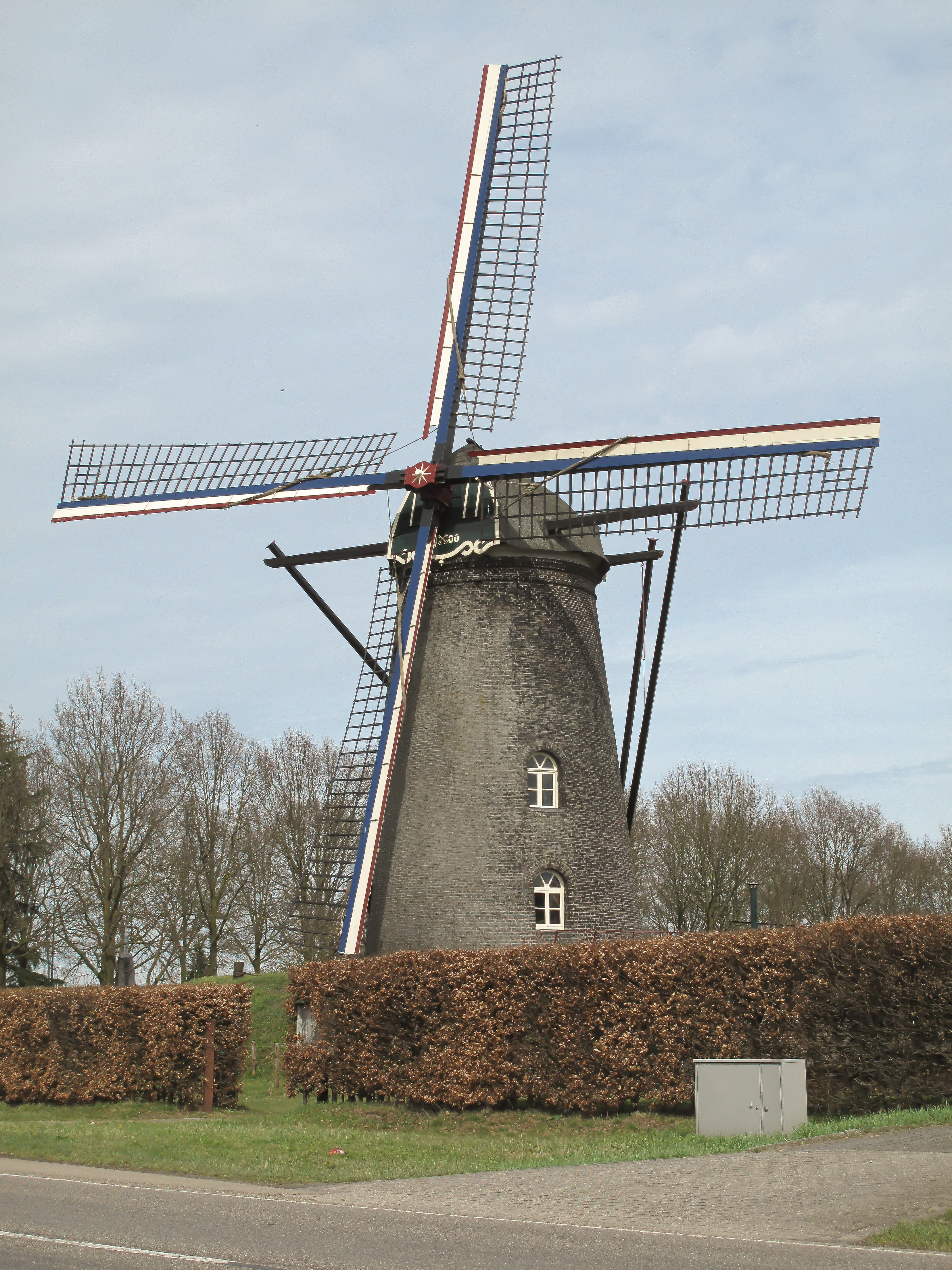
Nijken, el molino: de Sint Petrusmole